# Rai Lacan
Rai Lacan ist eine osttimoresische Aldeia im Suco Kampung Alor (Verwaltungsamt Dom Aleixo, Gemeinde Dili). 2015 lebten in der Aldeia 486 Menschen.

## Geographie
Rai Lacan entspricht dem Stadtteil Moro. Die Aldeia nimmt den Südwesten des Sucos Kampung Alor ein und reicht von der Travessa de Tuna Tasi im Norden bis zur Avenida Nicolau Lobato im Süden. Im Osten grenzt Rai Lacan an die Aldeia Anin Fuic (ehemals Aitarac Laran) und im Westen an den Suco Fatuhada. Drei Straßen bilden Achsen von Nord nach Süd: die Rua do Salmão, die Rua do Tubarão und die Rua da Campo Alor. Von der Rua da Campo Alor gehen drei Sackgassen ab: die Beco da Sardinha I, II und III.

## Einrichtungen
Im Osten von Rai Lacan befinden sich der Sitz des Sucos Kampung Alor und die medizinische Station für Kampung Alor.